# أمي نبع الحنان
أمي نبع الحنان أولبنى السريعة الجزء الثاني وباللغة الكورية 천방지축 하니 بالإنجليزي Cheonbangjichuk Hany هو أنمي تم إنتاجه عام 1989 وهو إكمال لسلسلة Hany (لبنى السريعة) والتي إنشئت عام 1988 والتي أشتهرت بشكل كبير في كوريا الجنوبية، صحيح أن المسلسل هو الجزء الثاني لكرتون لبنى السريعة ولكنه يحتوي فقط على شخصية لبنى المقتبسة من الجزء الأول، إما الشخصيات الأخرى فهي مختلة.
في الجزء الأول كانت المسلسل يعتمد على رياضة الجري والعدو والجزء الثاني يعتمد على رياضة الجمباز.

## قصة المسلسل
يتكلم الإنمي عن طفلة صغيرة لقيطة تركها أحدهم على عتبة باب أسرة محبة حتى ترعاها، وقد راعاها الوالدان حتى كبرت لبنى ولكن توفيت الأم وبقت لبنى تعيش مع والدها غير الحقيقي، وفي يوم من الأيام سمعت والدها يتكلم مع أخته عنها وعن الماضي عندما وجدوها على عتبة الباب وعلى إنها ليست ابنته الحقيقية، ومرت السنوات ولا تزال لبنى حائرة حول ماضيها وهي لم تخبر والدها عن ذلك.
تزداد شكوك والدها أكثر حول أن لبنى قد عرفت السر وفي يوم من الأيام قررت لبنى أن تقول ما لديها اخيراً ويكشف لها والدها أخيراً السر ويقول لها ماضيها ويفاجئها بأن والدتها ما تزال على قيد الحياة وهي مرضية جداً وتريد أن تراها.
لبنى فتاة في المرحلة المتوسطة بالمدرسة ولديها قدرة كبيرة على ممارسة الرياضية حيث إنها تجيد كل الرياضات، مثل كرة القدم والبيسبول والملاكمة والكارتيه وكرة الطائرة والكثير، وسر قوتها هو رشاقتها والتي تهيأها للعب الجمباز.

## الشخصيات
لبنى :
سيف :
ماجدة :
جميل :
ماجد :
يارا :
زيد :
المدير :
المحرر :
نادية :
الجدة :